# 1963 في الفلبين
فيما يلي قوائم الأحداث التي وقعت خلال عام 1963 في الفلبين.

## سياسة

### تعيين في المنصب
- 5 أبريل – فرديناند ماركوس رئيس مجلس الشيوخ في الفلبين [الإنجليزية]‏.

## مواليد

### يناير
- 1 يناير – شيلي جاكسون

### أبريل
- 1 أبريل – تيدي دياز موسيقي فلبيني.

### مايو
- 3 مايو – جيسوس سالود ملاكم من الولايات المتحدة الأمريكية.

### يونيو
- 15 يونيو – ألان كايديك لاعب كرة سلة فلبيني.

### أغسطس
- 1 أغسطس – أتو أغوستين لاعب كرة سلة فلبيني.
- 1 أغسطس – تشوت رييس لاعب كرة سلة فلبيني.
- 8 أغسطس – كارمي مارتن ممثلة فلبينية.
- 11 أغسطس – فريدريك آدامز لاعب كرة سلة فلبيني.
- 28 أغسطس – جيري أورتيغا

### سبتمبر
- 23 سبتمبر – سيزار كوندي فنان فلبيني.

### أكتوبر
- 3 أكتوبر – ماريون بيك فنانة أمريكية.

### نوفمبر
- 1 نوفمبر – عبد الرزاق أبو بكر جنجلاني

### ديسمبر
- 29 ديسمبر – ديفيد ويليام أنطونيو
- 29 ديسمبر – فرنسيسكو بوستامينت لاعب بلياردو فلبيني.

## وفيات

### يناير
- 1 يناير – أندريس سوريانو (مواليد 1898)